# Erreà
Erreà — італійська компанія, виробник спортивних товарів. Штаб-квартира — в місті Парма. Компанія була заснована 1988 року родиною Гандольфі.

## Спонсорство

### Футбол

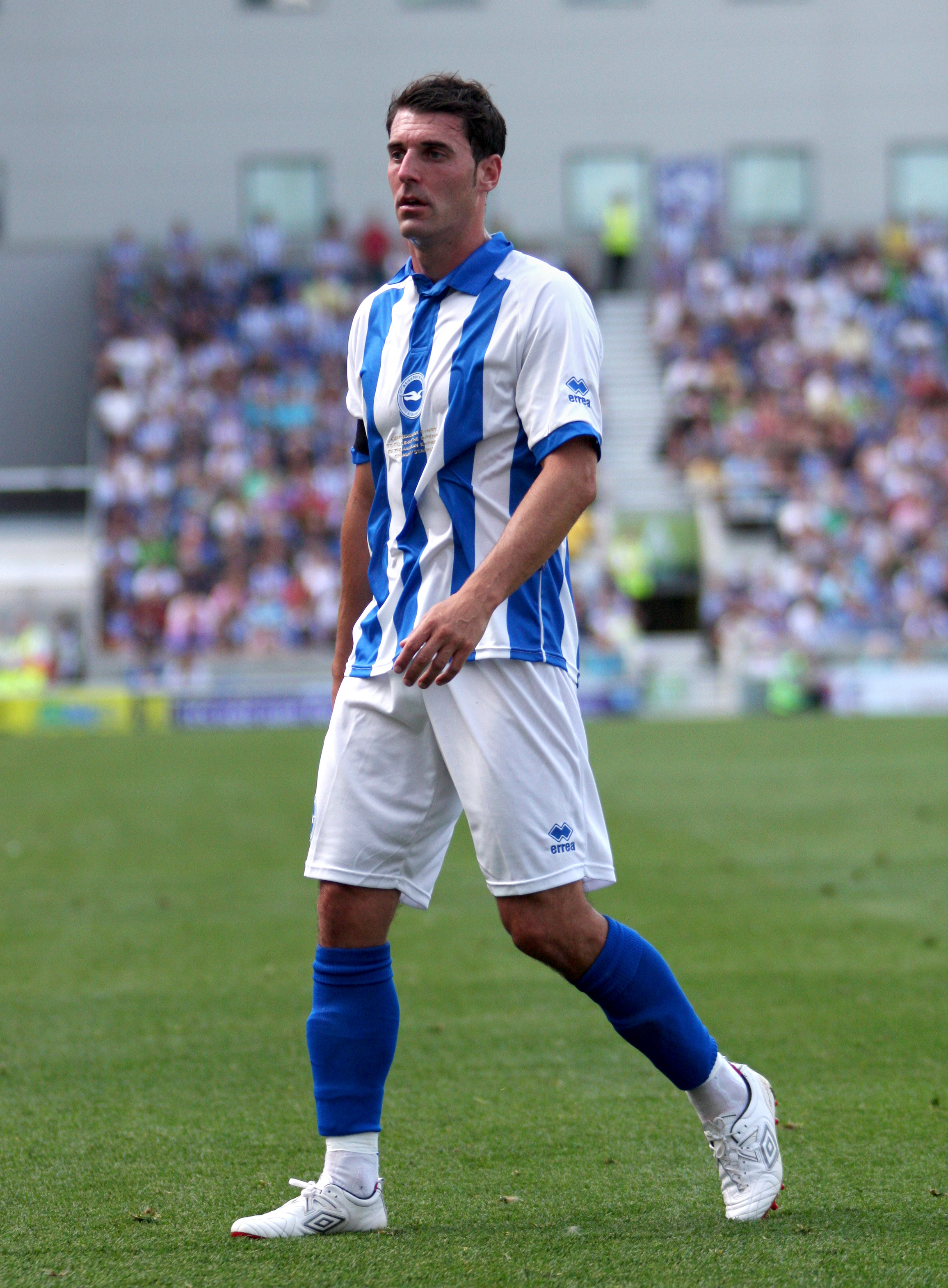
Гравець Брайтона в футболці Errea

#### Національні збірні
- Бурунді
- Ісландія
- Нігер
- Ліберія